# エイリアン バスターズ
『エイリアン バスターズ』（原題: The Watch）は、2012年にアメリカ合衆国で製作されたSFコメディ映画。監督はコメディ・グループザ・ロンリー・アイランドのメンバーであるアキヴァ・シェイファー。日本では劇場公開されずビデオスルーされた。

## ストーリー
オハイオ州の田舎町グレンビューに住むエヴァンは、コストコのエリアマネージャーとして働く真面目な男。町を愛している彼は、地域の様々な活動や団体のリーダーを務めていた。だが、そんなある日、コストコの警備員アントニオが何者かに無残に殺害される事件が発生。町の安全が脅かされていると考えたエヴァンは、呼びかけで集まった地域住民のボブ、フランクリン、ジャマルカスの三人と共にご近所ウォッチャー(Neighborhood Watch)を結成するが、三人はまともに活動をしようとは考えていなかった。エヴァンは警察のブレスマン巡査部長に犯人だと疑われたり、怪しい隣人に目をつけられたりしながらも三人と一緒に事件の手掛かりを探し、様々な奇妙な痕跡を発見する。そしてその夜、ついに彼らの目の前に地球外生命体が姿を現すのだった。

## キャスト
| 役名                         | 俳優                                  | 日本語吹替   |
| ---------------------------- | ------------------------------------- | ------------ |
| エヴァン・トラウトウィグ     | ベン・スティラー                      | 堀内賢雄     |
| ボブ・マカリスター           | ヴィンス・ヴォーン                    | 江原正士     |
| フランクリン                 | ジョナ・ヒル                          | 遠藤純一     |
| ジャマルカス                 | リチャード・アイオアディ              | 佐藤せつじ   |
| アビー・トラウトウィグ       | ローズマリー・デウィット              | 東條加那子   |
| ブレスマン巡査部長           | ウィル・フォーテ                      | 稲葉実       |
| チューチョ                   | メル・ロドリゲス                      | 台詞なし     |
| ヒーロー・エイリアン         | ダグ・ジョーンズ                      | N/A          |
| チェルシー・マカリスター     | エリン・モリアーティ                  | 嶋村侑       |
| ジェイソン                   | ニコラス・ブラウン(1988年生)          | 鳥海浩輔     |
| マンフレッド・ソールズベリー | R・リー・アーメイ                     | 木村雅史     |
| アントニオ・グズマン         | ジョー・ヌネズ                        | かぬか光明   |
| カーラ                       | リズ・カッコウスキー                  | まつだ志緒理 |
| スケーター・キッド           | ジョニー・ペンバートン                | 田谷隼       |
| フランクリンのママ           | パトリシア・フレンチ                  | 花藤蓮       |
| 隣人ポール                   | ビリー・クラダップ （ノンクレジット） | 根本泰彦     |

## スタッフ
- 監督：アキヴァ・シェイファー
- 脚本：ジャレッド・スターン、セス・ローゲン、エヴァン・ゴールドバーグ
- 製作：ショーン・レヴィ
- 製作総指揮：ダン・レヴィン、モニカ・レヴィンソン
- 撮影監督：バリー・ピーターソン
- プロダクションデザイナー：ダグ・J・ミーディンク
- 編集：ディーン・ジマーマン
- 衣裳デザイン：ウェンディ・チャック
- 音楽：クリストフ・ベック
- 日本語字幕：小野郁子
- 吹替翻訳：中沢志乃
- 吹替演出：甲斐樹美子
- 吹替製作：ブロードメディア・スタジオ

## 製作

### 企画
本作は2008年にショーン・レヴィプロデュースのもとでNeighborhood Watchというタイトルで企画がスタートし、3年以上企画内容が練られた。ショーンはジャレッド・スターンによる初期の案を「ゴーストバスターズに似ていた」と説明した。 2009年5月、デヴィッド・ドブキンとウィル・フェレルにそれぞれ監督と主演として交渉するが2人は本作に参加しなかった。
2009年12月、ピーター・シーガルに監督交渉するが2010年11月にはプロジェクトに彼の名前がなかった。 そしてセス・ローゲンとエヴァン・ゴールドバーグによって脚本が修正され、成人向けの内容になった。 2011年6月、サタデー・ナイト・ライブの卒業生で2007年のホット・ロッド めざせ!不死身のスタントマンの監督を務めたアキヴァ・シェイファーが監督に決まり
、彼の2回目の監督作になった。 公開2ヶ月前の2012年5月4日、急遽当初のタイトルNeighborhood WatchをThe Watchに変更した。

### 撮影
主要撮影は2011年10月にジョージア州のアトランタ（インマン パークを含む）とコブ郡で開始された。 カメラはArri アレクサが使用された。 マリエッタのマリエッタスクエアでも撮影され、町にある店の名称などをフィクション名に張り替えた。 スケーター・キッドがエイリアンに誘拐されるシーンもマリエッタで撮影された。ブルックヘイヴンでも撮影された。 2011年11月、スマーナにあるキャンベル・ハイスクールのフットボールスタジアムに、撮影のため2日間エキストラが集められた。 11月23日、端役として出演する権利をスティラー財団がオークションにかけ、$23,000で落札された。
11月下旬、ノークロスにある会員制倉庫店BJ's ホールセールクラブをコストコに改装しセットとして利用した。 2012年1月23日、撮影がすべて完了したとアナウンスされた。 複数のシーンでキャストは脚本に書かれたものだけでなく、各々のアドリブが含まれている。 特殊効果はレガシー・エフェクツがクリーチャーデザインやエイリアンのエフェクトを担当した。 エイリアンには自動操作のアニマトロニック・ヘッドが用いられた。エイリアンスーツは、着ているとすぐ暑くなるため、エイリアンを演じていたダグ・ジョーンズは撮影の合間に熱を冷ましていた。エイリアンの外見は、CGで腕を変え瞳を大きくした。

### マーケティング
本作のマーケティング キャンペーンはティーザー・ポスターや予告編の発表とともに2012年2月29日に開始した。 予告編はゴールデン・トレーラー・アワードにノミネートされ、マーケティングが評価された。 2012年3月27日、20世紀フォックスはフロリダ州で発生した自警団の男性が非武装の少年を射殺した事件（トレイボン・マーティン射殺事件）の論争が過熱したことを受け、フロリダ州の映画館からポスターと予告編を引き上げた。フォックスはポスターの画像を変更し
、公開日は維持した。
フォックスはフロリダ州の事件と本作はまったく関係がなく、ポスターや予告編などは事件が明らかになる以前に発表されたものであると声明を発表した。 エイリアンに焦点を当てたマーケティングは2012年5月4日に始まり、事件に考慮しタイトルをThe Watchに変更した新しい予告編とポスターも発表された。